# Katō Takaaki
En aquest nom japonès, el cognom és Katō.
Katō Takaaki (加藤 高明, Nagoya, 25 de gener de 1860-Tòquio, 28 de gener de 1926), també anomenat Katō Kōmei, va ser un polític i diplomàtic japonès que va ser primer ministre de 1924 a 1926, considerat el govern més democràtic del Japó d'abans de la Segona Guerra Mundial.

## Biografia
Nascut a Nagoya, al domini d'Owari (avui a la prefectura d'Aichi), fill de Shigeaya Hattori, un samurai de classe baixa del clan Nagoya. Després va ser adoptat per Katō Buhei i va ser educat a l'Escola d'Estudis Estrangers de Tòquio. Posteriorment va estudiar a l'Escola Kaisei de Tòquio, predecessora de la Universitat Imperial de Tòquio, on finalment es va graduar en Dret el 1881. La seva primera feina va ser la zaibatsu Mitsubishi, de la qual va rebre suport al llarg de la seva carrera política; en contraprestació, Katō vetllà pels interessos de l'empresa. El 1886 es casà amb la filla d'Iwasaki Yatarō, fundador i president de la companyia.

### Activitat política
L'any 1887 va ser nomenat secretari privat del ministre d'Afers Exteriors, Ōkuma Shigenobu, i posteriorment va ocupar la direcció de l'oficina bancària del ministeri de Finances. De 1894 a 1899 va ser ambaixador del Japó al Regne Unit, període en què es va convertir en un polític i diplomàtic anglòfil. L'any 1900 va ser nomenat ministre d'Afers Exteriors, càrrec que només va ocupar uns mesos, però durant el seu mandat va promoure la signatura de l'aliança amb els britànics, alhora que propugnava una forta política anti-russa. Després de la seva renúncia el 1901, l'any següent va ser elegit membre de la Cambra de Representants. Va tornar a exercir el càrrec de ministre d'Exteriors el 1906. Va renunciar al càrrec de ministre per la seva oposició al projecte de nacionalització dels ferrocarrils, que perjudicava els interessos de Mitsubishi. Després no va tornar a ocupar cap càrrec fins a 1908, quan va ser enviat de nou a Londres com a ambaixador.
El 1913 va ser nomenat per tercera vegada ministre d'Afers Exteriors, durant el govern breu i impopular de Katsura Tarō. Quan va acabar el mandat, va reorganitzar el partit Rikken Dōshi-kai, creat per Katsura, i el va rebatejar com Kenseikai (Partit Constitucional), del qual va ser president. El 1914 ocupa de nou la cartera d'Exteriors en el govern del seu antic patró, Ōkuma. El seu paper va ser central per aconseguir la intervenció del Japó a la Primera Guerra Mundial. A més, durant el seu mandat es van enviar es anomenades vint-i-una demandes a la Xina, el 18 de gener de 1915, que van resultar en un augment important dels privilegis i els drets industrials japonesos sobre territori xinès. El mateix any va ser elegit membre de la Cambra dels Pars per decret imperial. Va continuar promovent la cooperació amb el Regne Unit, excloent als genrō (els homes d'estat de més edat), que preferien la col·laboració amb Rússia, de les decisions sobre la política exterior, cosa que va provocar l'enuig d'aquest grup, els quals van forçar la seva renúncia del ministeri l'agost de 1915.

#### Primer Ministre
A causa de l'afer amb els genrō, no va ocupar cap càrrec públic durant gairebé una dècada. Katō va col·laborar amb dos partits més, el Rikken Seiyukai (Partit d'Amics del Govern Constitucional) i el Kakushin Kurabu (Club Reforma), i com a president del Kenseikai el 1924 va tornar a la primera fila de la política quan va ser nomenat primer ministre del nou govern de coalició. A les eleccions de 1925 el seu partit va obtenir la majoria, cosa que li va donar la capacitat de nomenar el seu propi govern. El de Katō va ser un període de govern democràtic, atès que va instituir el sufragi universal masculí, va reduir el poder de la cambra alta o dels pars, i va introduir reformes socials moderades. D'altra banda, també va promulgar lleis amb mesures antisubversives, que preveia penes de fins a deu anys de presó per pertinença a qualsevol mena de grup que defensés un canvi de la política nacional o que proposés l'abolició de la propietat privada. En la política exterior va establir relacions diplomàtiques amb la Unió Soviètica, signant el gener de 1925 la Convenció Bàsica Sovièticojaponesa. Va morir el 1926, abans de poder acabar el seu mandat.